# Uroplata basifemoralis
Uroplata basifemoralis es una especie de insecto coleóptero de la familia Chrysomelidae.
Fue descrita científicamente en 1931 por Pic.